# Чеченці в Йорданії
Сьогодні в Йорданії проживає близько 12 тис. (за іншими даними — 30 тис.) чеченців, що становить 0,13 — 0,31 % від усього населення країни (9 531 712). Абсолютна більшість чеченців країни є нащадками переселенців, що внаслдіок Російсько-Кавказьких війн XIX століття оселилися на території теперішньої Йорданії — цей процес дістав назву «мухаджирство». Чеченці відіграли важливу роль у становленні Йорданії як сучасної держави.

## Історія

### Вигнання
Впродовж більшої частини XIX століття Російська імперія вела експансіоністську війну з народами Кавказу, відому як Кавказька війна. Одним із наслідків цієї війни стало те, що багато корінних народів Кавказу були примусово вислані до Османської імперії — серед них було близько 5 тис. чеченських сімей. У березні 1903 року османська влада направила перші 700 чеченських сімей углиб своєї території — до району під назвою Трансйорданія. Чеченські поселенці вирішили заселити пустуючи території поблизу джерел води, які були найбільш придатними для ведення сільського господарства. Відтак, ними було засноване місто Ез-Зарка, наразі друге за величиною місто Йорданії.
Звідти чеченці стали послідовно переселятися до інших міст Йорданії: у 1905—1907 вони заснували Сувейліх (передмістя Амману), а в 1912 році — селище Ес-Сухна в 10 км від Ез-Зарки; до того ж, чимало чеченців оселилося  в селище Ель-Азрак. У цих районах чеченцям влада виділила 11 тис. дьонюмів землі.
Чеченські переселенці будували свої перші будинки з саману, як і на історичній батьківщині. Будинки мали покритий очеретом плоский дах та обмазувалися глиною. Такі будинки не вимагали великих витрат при будівництві, добре зберігали тепло узимку та захищали від спеки влітку. Будинки тісно примикали один до одного, утворюючи вузькі вулиці. Перше поселення в Ез-Зарці налічувало 400 будинків, у кожному з яких жила одна сім'я. У міру зростання добробуту поліпшувалися дороги, водо- і електропостачання. Згодом для будівництва почали використовувати камінь і бетон.

### Заснування Трансйорданського емірату
У жовтні 1920 року, після створення Емірату Зайордання, Велика Британія організувала «мобільні сили» під командуванням капітана Фредеріка Джерарда Піка для захисту території від внутрішніх та зовнішніх загроз. Оскільки, ці мобільні сили базувалися в Ез-Зарці, 80 % його чоловіків походили з місцевої чеченської громади.

## Військово -політичне представництво
Чеченці значною мірою представлені в збройних силах та розвідувальному апараті Йорданії з часів заснування Емірату Трансйорданія.
Згідно з Конституцією Йорданії, чеченці та черкеси мають разом щонайменще три місця в Палаті представників Йорданії — наразі два з цих трьох місць займають чеченці.

## Видатні представники
- Ахмед Арслан Алауддін[ru] (1942—2014) — генерал-майор Королівської армії Йорданії та двічі Герой Йорданії;
- Ахмад Рамзі ібн Абдін[ru] (1893—1969) — перший чеченець, який став генералом йорданської армії, Герой Йорданії;
- Абдул-Бакі Джамо[ru] (1922–2016) — колишній йорданський урядовець і парламентарій;
- Мухаммед Башир Ісмаїл аш-Шишані — бригадний генерал, заступник начальника Генерального штабу.